# Дифференциальная сканирующая калориметрия
Дифференциальная сканирующая калориметрия (ДСК) - это термоаналитическая методика, в которой разница в количестве тепла, необходимого для повышения температуры образца и эталона, измеряется как функция температуры. И образец, и эталон поддерживаются при практически одинаковой температуре в течение всего эксперимента. Как правило, температурная программа для анализа ДСК разработана таким образом, что температура держателя образца линейно увеличивается как функция времени. Контрольный образец должен иметь хорошо определенную теплоёмкость в диапазоне температур, подлежащих сканированию. 
Методика была разработана Э. С. Уотсоном и М. Дж. О'Ниллом в 1962 г. и представлена как коммерческий продукт на Питтсбургской конференции по аналитической химии и прикладной спектроскопии в 1963 г. Первый адиабатический дифференциальный сканирующий калориметр, который можно было использовать в биохимии, был разработан П. Л. Приваловым и Д. Р. Монаселидзе в 1964 году в Институте физики в Тбилиси, Грузия, СССР. Для описания устройств, реализующих эту методику прямого измерения энергетики тепловых эффектов и прецизионного измерения теплоемкости и был предложен термин ДСК.
Типы ДСК: 
- - ДСК с компенсацией мощности, при котором подвод мощности остается постоянным
  - ДСК теплового потока, в котором тепловой поток остается постоянным

## Обнаружение фазовых переходов
Основной принцип, лежащий в основе этого метода, заключается в том, что, когда образец претерпевает физическое преобразование, такое как фазовые переходы, к нему должно поступать больше или меньше тепла, по сравнению с эталонным образцом, для поддержания обоих образцов при одной и той же температуре в зависимости от того, является ли исследуемый процесс экзотермическим или эндотермическим. Например, когда происходит процесс плавления твёрдого образца, для того чтобы повышать его температуру с той же скоростью, что и у эталона, образцу потребуется передать больше тепла. Это связано с поглощением тепла образцом, поскольку он претерпевает эндотермический фазовый переход из твёрдого состояния в жидкое. С другой стороны, если образец подвергается экзотермическим процессам (таким как кристаллизация), для повышения температуры образца требуется меньше тепла, чем для эталона. Наблюдая разницу в тепловом потоке между образцом и эталоном, дифференциальные сканирующие калориметры способны измерять количество тепла, поглощенного или выделенного во время таких переходов. ДСК также может использоваться для наблюдения более тонких физических изменений, таких как переходы в стеклообразное состояние (измерение температуры стеклования). ДСК широко используется в промышленности в качестве инструмента контроля качества при оценке чистоты образца и для изучения отверждения полимеров.

## ДТА
Альтернативным методом, который имеет много общего с ДСК, является дифференциальный термический анализ (ДТА). В этом методе остается неизменным поток тепла к образцу и эталону, а не температура. Когда образец и эталон нагреваются с одинаковой скоростью, фазовые изменения и другие термические процессы приводят к разнице температур между образцом и эталоном. Таким образом, и ДСК, и ДТА предоставляют схожую информацию. Но ДСК измеряет энергию, необходимую для поддержания эталона и образца при одной и той же температуре, тогда как DTA измеряет разницу температур между образцом и эталоном, при одинаковом количестве подводимой к ним энергии. 

## Кривые ДСК

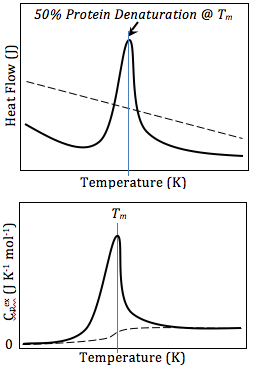
ДСК 50% денатурации белка. Вверху: схематическая кривая ДСК по оси (y) - количество подводимой энергии, необходимой для поддержания определённой температуры (x). Внизу: нормализованные кривые, устанавливающие начальную теплоёмкость в качестве эталона. Базовая буфер-буферная линия (пунктирная) и белково-буферная дисперсия (сплошная).

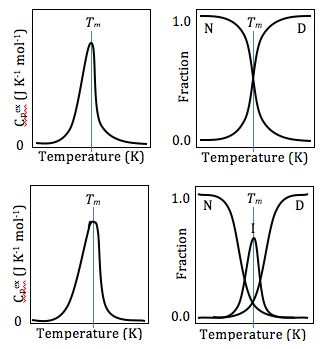
Нормализованные кривые ДСК с использованием базовой линии в качестве эталона (слева) и долей каждого конформационного состояния (y), существующего при определённой температуре (справа), для белков с двумя состояниями (вверху) и с тремя состояниями (внизу). Обратите внимание на незначительное уширение пика кривой ДСК белка с тремя состояниями, которое не может быть признано статистически значимым без специальной математической обработки кривой.

Результатом эксперимента ДСК является кривая теплового потока в зависимости от температуры или от времени. Существует два различных соглашения: экзотермические реакции в образце могут быть показаны как положительные или как отрицательные пики, в зависимости от методики и традиций. Кривая ДСК может быть использована для расчёта энтальпий фазовых переходов. Это делается путем интегрирования пика, соответствующего данному переходу. Можно показать, что энтальпия фазового перехода может быть выражена с использованием следующего уравнения: 
{\displaystyle dH=KA}
где {\displaystyle dH} - энтальпия фазового перехода, {\displaystyle K} - калориметрическая постоянная, и {\displaystyle A} - площадь под кривой. Калориметрическая константа будет варьироваться от прибора к прибору и может быть определена путем анализа хорошо охарактеризованного образца с известными энтальпиями фазовых переходов.

## Приложения
Дифференциальная сканирующая калориметрия может использоваться для измерения ряда свойств исследуемых образцов. С помощью этого метода можно определять температуры плавления и кристаллизации, а также температуру стеклования Тg. ДСК также можно использовать для изучения процессов окисления, а также других химических реакций.
Стеклование может происходить при повышении температуры аморфного твердого вещества. Эти переходы появляются как скачок в базовой линии записанного сигнала ДСК, что связано с изменением теплоёмкости образца; при этом никакого формального фазового изменения не происходит.
По мере повышения температуры аморфное твёрдое вещество становится менее вязким. В какой-то момент молекулы могут получить достаточно свободы движения, чтобы самопроизвольно упорядочиться в кристаллическую форму. Это известно как температура кристаллизации (Tc). Этот переход от аморфного твёрдого вещества к кристаллическому твёрдому веществу является экзотермическим процессом и приводит к возникновению пика сигнала ДСК. По мере повышения температуры образец в конечном итоге достигает своей температуры плавления (Tm). Процесс плавления приводит к эндотермическому пику на кривой ДСК. Способность определять температуры и энтальпии фазовых переходов делает ДСК ценным инструментом для создания фазовых диаграмм различных химических систем.
Дифференциальная сканирующая калориметрия также может быть использована для получения ценной термодинамической информации о белках. Термодинамический анализ белков может выявить важную информацию о глобальной структуре белков и взаимодействии белок/лиганд. Например, многие мутации снижают стабильность белков, тогда как связывание лигандов обычно увеличивает стабильность белков. Используя ДСК, эту стабильность можно измерить путём получения температурной зависимости значения свободной энергии Гиббса. Это позволяет исследователям сравнивать свободную энергию разворачивания между белком без лигандов и комплексом белок-лиганд или естественными и мутантными белками. ДСК также можно использовать при изучении белково-липидных взаимодействий, нуклеотидов, а также лекарственно-липидных взаимодействий. При изучении денатурации белков с использованием ДСК наблюдаемые термические превращения должны быть, по крайней мере, до некоторой степени обратимыми, поскольку термодинамические расчеты основаны на химическом равновесии.

## Примеры
Техника широко используется в различных областях, как в качестве рутинного теста качества, так и в качестве инструмента исследования. Оборудование легко калибровать, например, с использованием легкоплавкого индия при 156.5985 °C, и это быстрый и надежный метод термического анализа. 

### Полимеры

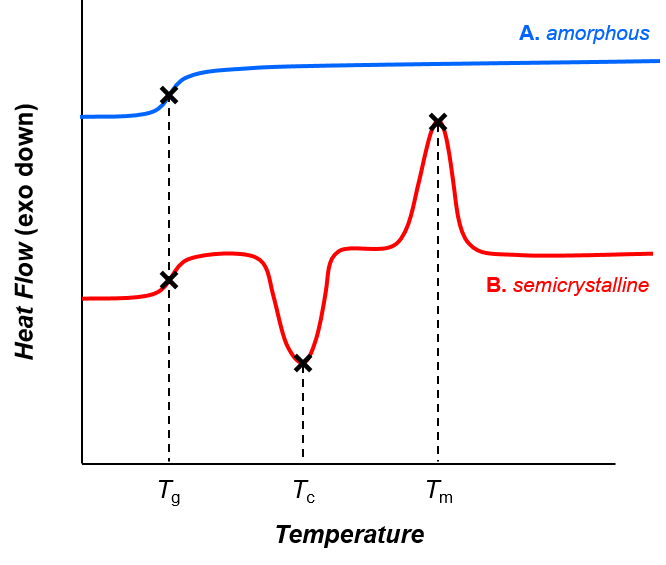
Термические переходы в (А) аморфных и (В) полукристаллических полимерах. По мере повышения температуры как аморфный, так и полукристаллический полимеры проходят через процесс стеклования (T_{g}). Аморфные полимеры (А) не проявляют других фазовых переходов. Однако полукристаллические полимеры (B) подвергаются кристаллизации и плавлению (при температурах T_{c} и T_{m}, соответственно).

ДСК широко используется при исследовании полимерных материалов для определения их тепловых переходов. Важные термические переходы включают температуру стеклования (Tg), температуру кристаллизации (Tc) и температуру плавления (Tm). Наблюдаемые тепловые переходы можно использовать для сравнения материалов, хотя одни только переходы однозначно не определяют состав. Исследование химического и фазового состава неизвестных материалов может быть завершено с использованием дополнительных инструментальных методов физико-химического анализа веществ. Точки плавления и стеклования для большинства полимеров доступны в стандартных справочниках, и ДСК исследование может показать деградацию полимера при снижении ожидаемой температуры плавления. Tm зависит от молекулярной массы полимера и его термической предыстории.
Процент кристаллического содержания полимера может быть оценен по пикам кристаллизации / плавления кривой ДСК с использованием контрольных точек плавления, найденных в литературе. ДСК также можно использовать для изучения термического разложения полимеров с использованием такого подхода, как температура/время начала окисления; однако пользователь рискует загрязнить ячейку ДСК и испортить прибор. Термогравиметрический анализ (ТГА) может быть более полезным методом для исследования разложения веществ. Примеси в полимерах могут быть определены путем изучения термограмм на предмет аномальных пиков, а пластификаторы могут быть обнаружены по их характерным точкам кипения. Кроме того, может быть полезным исследование незначительных событий в данных первого прогона при термическом анализе, так как «аномальные пики» фактически могут представлять тепловую историю процесса изготовления или хранения материала или дать информацию о физическом старении полимера. Сравнение первой и второй съёмок кривой для одного и того же образца, произведённых при постоянных скоростях нагрева, может позволить аналитику узнать как историю обработки полимера, так и свойства материала.

### Жидкие кристаллы
ДСК используется при исследовании жидких кристаллов. Некоторые материалы не просто переходят из твердого состояния в жидкое, а формируют третье состояние, которое отражает свойства обеих фаз. Это состояние анизотропной жидкости известно как жидкокристаллическое или мезоморфное состояние. Используя ДСК, можно наблюдать небольшие изменения энергии, которые происходят при переходе вещества из твёрдого состояния в жидкий кристалл и из жидкого кристалла в изотропную жидкость. 

### Окислительная стабильность
Использование дифференциальной сканирующей калориметрии для изучения устойчивости к окислению образцов обычно требует герметичной камеры для образцов. Обычно такие испытания проводятся изотермическим (при постоянной температуре) путём изменяя атмосферу над образцом. Сначала образец доводят до желаемой температуры в инертной атмосфере, обычно в азоте. Затем в систему добавляется кислород. Любое происходящее окисление наблюдается как отклонение от базовой линии. Такой анализ можно использовать для определения стабильности и оптимальных условий хранения материала или соединения.

### Проверка безопасности
ДСК представляет собой удобный инструмент для первоначальной проверки безопасности веществ с высокоэнергетическими переходами (взрывчатых веществ, компонентов топлив и т. д.). В этом режиме образец помещают в нереакционноспособный тигель (часто из золота или позолоченной стали), который будет способен выдерживать давление (обычно до 100 бар). Присутствие экзотермического события может затем использоваться для оценки устойчивости вещества к нагреванию. Однако из-за сочетания относительно низкой чувствительности, более медленных, чем обычно, скоростей сканирования (обычно 2–3 °C/мин, из-за гораздо более тяжелого тигля) и неизвестной энергии активации, необходимо вычесть около 75–100 °C из наблюдаемой температуры экзотермической реакции, чтобы предложить максимально безопасную температуру для данного материала. Гораздо более точный набор данных может быть получен при использовании адиабатического калориметра, но такой тест может занять 2-3 дня при сканировании от температуры окружающей среды со скоростью 6 °C/час. 

### Анализ лекарственных препаратов
ДСК широко используется в фармацевтической и полимерной промышленности. Для химика полимеров ДСК — удобный инструмент для изучения процессов отверждения, который позволяет точно настроить свойства полимера. Сшивание полимерных молекул, которое происходит в процессе отверждения является экзотермическим, и проявляется в виде пика на кривой ДСК, который обычно появляется вскоре после стеклования.
В фармацевтической промышленности необходимо иметь хорошо охарактеризованные лекарственные соединения для определения режимов производства. Например, если необходимо доставить лекарственное средство в аморфной форме, желательно обрабатывать лекарственное средство при температурах ниже тех, при которых может происходить кристаллизация.

### Общий химический анализ
Подавление точки замерзания может использоваться в качестве инструмента анализа чистоты исследуемых веществ при использовании метода дифференциальной сканирующей калориметрии. Проведение таких измерений возможно, потому что температурный диапазон, в котором происходит плавление смеси соединений, зависит от их относительных количеств. Следовательно, менее чистые соединения будут демонстрировать расширенный пик плавления, который начинается при более низкой температуре, чем чистое соединение.

## Дальнейшее чтение
- Емелина А.Л. Дифференциальная сканирующая калориметрия. — М.: МГУ, 2009. — С. 42.
- Альмяшев В.И., Василевская А.К., Кириллова С.А., Красилин А.А., Проскурина О.В. Комплексный термический анализ. — СПб.: Лема, 2017. — С. 194.
- Brydson J. A. Chapter 8: Melt Processing of Thermal Plastics // Plastics Materials. — 7th. — Butterworth-Heinemann[англ.], 1999. — С. 161. — ISBN 978-0-08-051408-6.
- Ezrin M. Plastics Failure Guide: Cause and Prevention (англ.). — Hanser-SPE, 1996. — ISBN 978-1-56990-184-7.
- Wright D. C. Environmental Stress Cracking of Plastics (англ.). — RAPRA, 2001. — ISBN 978-1-85957-064-7.
- Lewis P. R., Gagg C. Forensic Polymer Engineering: Why polymer products fail in service (англ.) / Katz E., Halámek J.. — Woodhead/CRC Press, 2010. — ISBN 978-3-527-33894-8.

## Внешние ссылки
- Результатом эксперимента ДСК является кривая теплового потока в зависимости от температуры или времени.